# Liberland
Liberland, oficial Republica Liberă Liberland, este o micronațiune care revendică o parcelă nelocuită de teren disputat de pe malul vestic al Dunării, între Croația și Serbia. Acesta a fost proclamată pe data de 13 aprilie 2015 de către politicianul și activistul libertarian ceh Vít Jedlička.
Site-ul oficial al Liberland afirmă că națiunea a fost creată datorită disputei de frontieră Croația-Serbia în curs de desfășurare, în care unele zone de la est de Dunăre sunt revendicate atât de Serbia, cât și de Croația, iar în zonele spre vest, inclusiv zona Liberland, sunt considerate parte a Serbiei de Croația, însă Serbia nu le revendică.
Mărimea suprafeței de teren în cauză este de 7 km² (2,7 mile²), aproximativ aceeași mărime ca Gibraltar. Aceasta a fost administrată de către Croația din timpul Războiul de Independență al Croației.
Nu a existat nicio recunoaștere diplomatică a Liberland, deși aceasta are relații stabilite cu Somaliland (de asemenea nerecunoscut). Terenului îi lipsește orice infrastructura și se află într-o zonă inundabilă.

## Amplasare

Teritoriul revendicat de Liberland este cel mai mare parcel de pământ de culoare verde, marcat ca „Siga” pe hartă. Datorită diferențelor în definițiile graniței, părțile galbene spre est sunt revendicate atât de Serbia, cât și de Croația. Croația afirmă că părțile verzi fac parte din Serbia, dar Serbia nu le revendică. Acest lucru l-a determinat pe Jedlička să afirme că părțile verzi au rămas neclamate de ambele părți.

Disputa cu privire la granița de-a lungul văii Dunării a apărut pentru prima dată în 1947, dar a fost lăsată nesoluționată în timpul existenței Republicii Federale Socialiste Iugoslavia. A devenit o problemă controversată după destrămarea Iugoslaviei. Serbia este de părere că talvegul de pe valea Dunării și linia centrală a râului reprezintă granița internațională dintre cele două țări. Croația dispută acest lucru și susține că granița internațională se află de-a lungul limitelor municipalităților cadastrale situate de-a lungul râului — care deviază de curs în mai multe puncte — reflectând cursul Dunării care a existat în secolul al XIX-lea, înainte ca lucrările de meandrare și de inginerie hidraulică să-i fi modificat cursul. Drept urmare, Croația revendică o mare parte din zona disputată controlată de Serbia, în timp ce Serbia nu revendică părțile mult mai mici controlate de Croația.
Jedlička declară că terenul pe care l-a revendicat, cunoscut sub numele de Gornja Siga (înseamnând tuf superior), nu a fost revendicat de niciuna dintre părți.
Suprafața este de aproximativ 7 km² (2,7 mile²), aproximativ aceeași dimensiune ca a Gibraltarului, iar cea mai mare parte este acoperită de păduri. Nu există rezidenți. Un jurnalist din ziarul ceh Parlamentní listy care a vizitat zona în aprilie 2015 a găsit o casă abandonată de aproximativ treizeci de ani, potrivit oamenilor care locuiesc în apropiere. S-a raportat că drumul de acces se află într-o stare precară.
Dunărea, o cale navigabilă internațională cu acces liber la Marea Neagră pentru mai multe țări fără ieșire la mare, curge pe lângă teritoriul autoproclamat.

## Istorie

### Proclamare
Înălțarea drapelului din Gornja Siga a fost executată de către Vít Jedlička și unii dintre asociații săi în ziua în care a fost proclamată republica. Jedlička este membru al Partidului Ceh al Cetățenilor Liberi, care își bazează valorile pe ideologia liberalismului clasic.
Jedlička a declarat că nicio națiune nu revendică terenul ca fiind propriu și prin urmare, îl poate revendica utilizându-se de principiul terra nullius. El a argumentat că granița a fost definită în conformitate cu revendicările de frontieră sârbă și croată și nu a afectat suveranitatea niciunui alt stat. Jedlička a declarat, în aprilie 2015, că o notă diplomatică oficială va fi trimisă atât Croației cât și Serbiei iar ulterior, tuturor celorlalte state, cu o cerere oficială de recunoaștere internațională.
La 20 aprilie 2015, Jedlička a susținut o prelegere la Școala de Economie din Praga, intitulată „Liberland – cum ia naștere un stat” (Cehă: Liberland - jak vzniká stát). A discutat diverse aspecte ale proiectului și interesul pe care l-a atras în întreaga lume. Un subiect pe care l-a susținut a fost Convenția de la Montevideo; el a explicat că Liberland intenționa să satisfacă principiile convenției, care este deseori folosită pentru a defini un stat. În momentul prelegerii, proiectul Liberland a desemnat zece persoane dispuse să se ocupe de relațiile externe.  Alte subiecte abordate în cadrul prelegerii au inclus conceptul de impozitare voluntară și modul în care numărul mare de cereri de cetățenie a făcut necesară restructurarea procesului de cetățenie pentru a fi mai eficient, întrucât s-a bazat doar pe un cont de e-mail.
La 18 decembrie 2015, Jedlička a organizat un eveniment în cadrul căruia a prezentat primul guvern provizoriu al Liberland și miniștrilor finanțelor, afacerilor externe, internelor și justiției, precum și a doi vicepreședinți.

### Drapelul

Drapelul Republicii Libere Liberland

Drapelul este format dintr-un fundal galben (simbolizând libertarianismul, piețele libere), cu o dungă neagră care trece orizontal prin centru (simbolizând guvernul minim, anarhismul/rebeliunea) și stema din centru. În cadrul stemei, pasărea reprezintă libertatea, pomul reprezintă prosperitatea, râul albastru reprezintă Dunărea, iar soarele reprezintă fericirea.

### Accesul
Autoritățile croate au blocat frecvent accesul în zonă de la începutul lunii mai 2015.
În mai 2015, Vít Jedlička și traducătorul său Sven Sambunjak au fost reținuți pentru scurt timp de poliția croată după ce au încercat să treacă frontiera. Jedlička a petrecut o noapte în detenție, apoi a fost condamnat și a fost obligat să plătească o amendă pentru trecerea ilegală a frontierei croate , dar a atacat verdictul. El a susținut că în interiorul zonei există cel puțin trei cetățeni ai Liberland, care au venit din Elveția.  Mai târziu în acea lună, Vít Jedlička a fost reținut din nou. Inițial, reporterii au reușit să intre în zonă cu Jedlička , dar ulterior li s-a refuzat intrarea, inclusiv jurnaliștii serviciului public de televiziune sârb Radio Television din Voivodina,  și de la ziarul bosniac Dnevni avaz.
Reținuții aparțineau diferitelor țări, inclusiv Irlanda, Germania, Danemarca și Statele Unite. Poliția croată a continuat să rețină oameni, inclusiv pe cei care au intrat în zonă cu vaporul (printr-o cale navigabilă internațională).  Unul dintre ei, activistul danez Ulrik Grøssel Haagensen, a fost plasat în arest la domiciliu timp de 5 zile înainte de a fi condamnat la 15 zile de închisoare, declanșând unele proteste în Danemarca. 
În mai 2016, au fost publicate mai multe decizii ale instanței de apel din Croația. Instanța a confirmat faptul că trecerea în Liberland din Croația este ilegală, dar a considerat că condamnările pentru intrarea în Liberland din Serbia sunt improprii. Instanța a spus că instanța inferioară a comis „o încălcare fundamentală a procedurilor de infracțiuni” și „încălcări procedurale esențiale”. De asemenea, a decis că „faptele au fost stabilite incorect și incomplet [de către procuror], ceea ce ar putea duce la aplicarea greșită a dreptului material”. S-a dispus rejudecarea în 6 din cele 7 căi de atac. Instanța inferioară este obligată să stabilească locația frontierei și trecerea frontierei. 

## Relații Publice
Jurnaliștii nu au fost siguri de cât de serios este Jedlička în legătură cu afirmațiile sale, unii numindu-le o manevră publicitară. 
Într-un interviu cu Parlamentní Listy din aprilie 2015, Jedlička a afirmat că a primit reacții pozitive pentru inițiativa sa, în principal din partea partidului său Partidul Cetățenilor Liberi, al căror președinte regional era , dar și de la unii membri ai Partidul Democrat Civic și Partidul Piraților. 
La 20 mai 2015 Petr Mach, liderul Partidului Cetățenilor Liberi, și-a exprimat susținerea pentru crearea unui stat bazat pe ideile de libertate, adăugând că Partidul Cetățenilor Liberi dorește ca Republica Cehă să devină o țară la fel de liberă. 
Dominik Stroukal de la filiala ceh-slovacă a Institutului Ludwig von Mises a scris: "Evadarea a reușit pentru Vít. Întreaga lume raportează despre Liberland cu cuvinte precum „concurența fiscală","libertarianism", etc." 
Goran Vojković, profesor de drept și cronicar de la portalul de știri croat Index.hr, a descris Liberland drept un „circ care amenință teritoriul croat” și a susținut că există riscul ca revendicarea Croației de a controla terenuri de pe cealaltă parte a Dunării poate să fie slăbită de atenția pe care proiectul Liberland a atras-o asupra disputei de frontieră.
În 2016, un articol din Stratfor rezuma inițiativa după cum urmează: "Liberland este un caz curios, deoarece, în principiu, niciunul dintre actorii care ar putea pretinde controlul nu pare interesat să facă acest lucru. Dar acest lucru va rămâne probabil o curiozitate cu consecințe neglijabile, la nivel internațional. Pentru restul teritoriilor în litigiu, violența și diplomația vor rămâne principalele instrumente de revendicare a dreptului de proprietate." 

## Analiză legală
Experți juridici din Serbia și Croația au declarat că, în conformitate cu dreptul internațional, Jedlička nu are dreptul de a revendica zona, care este în prezent obiectul unei dispute între cele două națiuni.  Croația și Serbia au respins afirmațiile lui Jedlička ca fiind frivole, deși cele două țări au reacționat în moduri diferite. La 24 aprilie 2015, Ministerul Afacerilor Externe al Serbiei a declarat că, deși consideră că afacerea este o chestiune banală, „noul stat” nu afectează granița cu Serbia, care este delimitată de Dunăre.  Croația, care administrează în prezent terenul în cauză, a declarat că, după arbitrajul internațional, ar trebui să fie atribuit Croației sau Serbiei, nu unui terț.
Un articol din Chicago Journal of International Law, revizuirea legii a Universității de Drept a Universității din Chicago, a examinat afirmația Liberland față de statalitate în lumina criteriilor stabilite prin Convenția de la Montevideo. Potrivit autorului, "insistența Croației de a face ca Liberland să facă parte din Serbia ar putea constitui o renunțare la drepturile legale ale Croației asupra Liberlandului. În schimb, dacă teritoriul pe care Liberland îl revendică este sârb, renunțarea guvernului sârb la titlul său asupra acestui teren ar putea, de asemenea, să fie o mențiune care ar transforma statutul juridic al pământului în terra nullius. În ambele cazuri, teritoriul ar aparține primei entități care o revendică — în acest caz, Liberland — însă, din cauza istoriei complicate a regiunii de frontieră croato-sârbe, poate fi dificil să se identifice cui aparține terenul în temeiul dreptului internațional."
Un articol din Jurnalul din Michigan al Dreptului Internațional susține că Națiunile Unite ar trebui să recunoască Liberland. 

## Planul de Administrare
Un guvern cu zece până la douăzeci de membri a fost sugerat pentru administrarea Liberland, care să fie ales prin vot electronic [19]. Liberland intenționează să acționeze într-o politică a granițelor deschise.  Scopul micronațiunii, așa cum pretinde site-ul său web, este de a crea „o societate în care oamenii drepți să poată prospera cu reglementări și impozite ale unui stat minimal”.  Fondatorii sunt inspirați de țări precum Monaco și Liechtenstein. 
Liberland a publicat o versiune de concept a unei constituții codificate ] și o listă de legi care trebuie incluse în constituție. Aceste documente descriu Liberland ca o țară guvernată într-un sistem în trei puteri cu executivul, legislativul și judiciarul care caută să promoveze drepturile individuale, inclusiv drepturile de proprietate, libertatea de exprimare și dreptul de a deține și purta arme. De asemenea, există o listă a infracțiunilor care includ „poluarea mediului”, „deranj public” adițional infracțiunilor precum omorul, omuciderea și furtul.  Există planuri pentru o criptovalută oficială numită Merit , deși orice alte valute vor fi permise.  Vor exista un maximum de 700 milioane de Merite.
În încercarea de a obține recunoașterea la ONU, Liberland a numit 70 de reprezentanți în peste 60 de țări într-un an de la proclamare. În februarie 2018, Liberland a recrutat peste 100 de reprezentanți în peste 80 de țări.

## Cetățenia

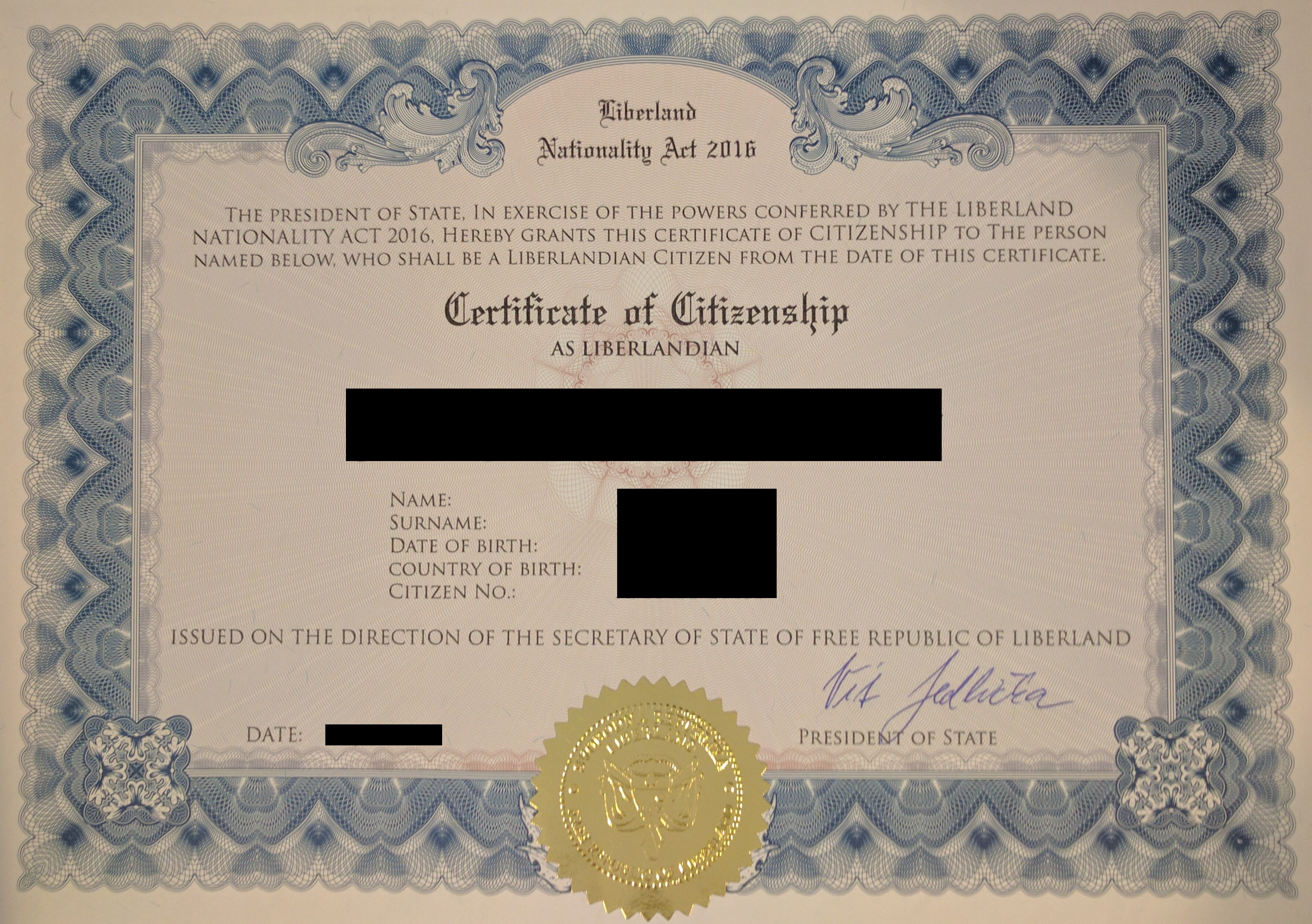
Certificat de Cetățenie al Liberland

Potrivit paginii sale oficiale de web, Liberland caută în prezent persoane care respectă ceilalți oameni și opiniile lor, indiferent de rasă, etnie, orientare sau religie, respectă proprietatea privată, care este de neatins, și nu au fost pedepsiți pentru infracțiuni în trecut. Liberland a primit 200.000 de cereri într-o săptămână. La începutul lunii mai 2015, Liberland a acceptat aproximativ treizeci de cetățeni. Se presupunea că un eveniment ar avea loc pe teritoriul revendicat, dar poliția de frontieră Croată a oprit grupul în a intra din partea Croată. O încercare de a traversa râul cu bărci de pescuit din Serbia a eșuat, deoarece pescarii locali nu aveau permise pentru transportul oamenilor cu bărcile lor. Poliția Sârbă l-a informat pe Jedlička că oricine încearcă să treacă ilegal granița va fi arestat. Ca urmare o ceremonie improvizată a avut loc în localitatea Bački Monoštor. 
La 16 februarie 2018, politicianul Statelor Unite și fostul candidat la președinția SUA, Ron Paul, a fost oficial întâmpinatt cu un pașaport și un certificat de cetățenie Liberland de către Jedlička și cabinetul său.
Jedlička a oferit inițial „cetățenia Liberland” pentru 10.000 de merite, echivalent 1:1 la USD, însă mai târziu a redus-o la 5.000. Va exista un plafon de 140.000 de cetățeni.

## Recunoaștere
Nu a existat nicio recunoaștere diplomatică a Liberland de către niciun membru al Națiunilor Unite. Cu toate acestea, Liberland a stabilit relații cu Somaliland, un stat autoproclamat care și-a proclamat independența față de Somalia în 1991. Liberland și Somaliland au semnat un Memorandum de Înțelegere în septembrie 2017, făcând jurământul de a stabili relații mai strânse și de a coopera în domeniile tehnologiei, energiei și bancar.

### Declarații oficiale ale statelor suverane
- Croația: Liberland a fost menționat de Ministerul Afacerilor Externe și Europene al Croației, dar l-a respins public ca o glumă. [66] La 29 iunie 2015, Ministerul Afacerilor Externe al Croației a declarat că statutul lui Gornja Siga nu este determinat, dar nu este terra nullius, iar după arbitrajul internațional, acesta va fi acordat Croației sau Serbiei, nu unui terț. [52] Cu toate acestea, într-o scrisoare din mai 2016 adresată Ministrului de Interne al Croației, Vlaho Orepić, ministrul croat al Afacerilor Externe și Europene, Miro Kovač, s-a referit la Liberland drept „o idee provocatoare care a ajuns la proporții serioase”, care „reprezintă un risc pentru Republica Croația”. Scrisoarea a solicitat găsirea unei soluții pentru „înlăturarea promovării ș ai încercărilor de realizare a ideii de Liberland”, recomandând ca „Ministerul de Interne, Agenția de Securitate și Informații (SIA), Ministerul Justiției și Ministerul Afacerilor Externe și Afacerilor Europene să coordoneze măsurile necesare și acțiunile lor, pentru ca această idee provocatoare să poată fi oprită. "[67] La 17 ianuarie 2017, Liberland a fost discutat și dezbătut în Parlamentul croat (Sabor) de către politicianul Ivan Pernar din partidul Zivi Zid, care a susținut că Croația ar trebui să ia în considerare recunoașterea.[68]

- Serbia: Ministerul Afacerilor Externe al Serbiei a declarat că Liberland nu încalcă frontiera Serbiei, dar proiectul este considerat „frivol”.[51]

- Egipt:Ministerul Egiptean al Afaceri Externe i-a avertizat pe oameni despre posibilitatea unor escrocherii despre Liberland, adresate persoanelor care caută locuri de muncă în străinătate. "Egiptenii ar trebui să caute informații de la Ministerul de Externe, mai degrabă decât de pe social media înainte de a călători pentru muncă."[69]

- Republica Cehă:Ministerul Afacerilor Externe al Cehiei s-a dezasociat de activitățile domnului Jedlička, afirmând că nu are nicio legătură cu acestea. Ministerul a adăugat că "domnul Jedlička, precum și alți cetățeni cehi care se află pe teritoriul Croației sau Serbiei, sunt obligați să respecte codul juridic local. Republica Cehă consideră că activitățile domnului Jedlička sunt improprii și potențial dăunătoare."[70] Prin intermediul Ambasadei Republicii Cehe la Zagreb, a avertizat că „eforturile de creare a unui nou stat” nu au nicio bază în dreptul internațional ”și că„ pe teritoriul Croației, cetățeni ai Republicii Cehe deoarece alți străini sunt obligați să respecte codul juridic croat, inclusiv regimul actual pe frontiera croată-sârbă. Trecerea frontierei croate (adică frontiera externă a Uniunii Europene) în afara trecerilor de frontieră specificate, așa cum este făcută de călători la așa-numitul Liberland, încălcă clar codul."[71]

- Polonia: La 24 iulie 2016, 7 membri ai Parlamentului polonez (Sejm) din Kukiz'15, în cooperare cu activiștii locali ai Liberiei, au cerut ministrului afacerilor externe, Witold Waszczykowski, când Polonia va recunoaște Republica Liberă Liberland ca stat independent[72] cu urmărire în august.[73] Răspunsul a fost că Liberland nu îndeplinește criteriile pentru cetățenie.[74]

### Declarații ale statelor non-suverane
- Somaliland, un stat autoproclamat recunoscut la nivel internațional ca regiune autonomă a Somaliei,[75] a început procesul de recunoaștere reciprocă cu Liberland și a început cooperarea pe o serie de fronturi importante.[76][13][14][77][78]

### Declarații oficiale ale partidelor politice
Mai multe partide minore, fără reprezentanți aleși la nivel național, și-au exprimat sprijinul pentru crearea Liberlandului.
- Republica Cehă: Pe 20 mai 2015, liderul Partidului Cetățenilor Liberi, Petr Mach, și-a exprimat susținerea pentru crearea Liberlandului și a scris că dorește ca Republica Cehă să fie o țară similară cu Liberland.[79]
- Elveția: pe 16 aprilie 2015 Partidul Elveției pentru Independență Sus! (Unabhängigkeitspartei) condus de Brenda Mäder a susținut crearea Liberlandului și a solicitat recunoașterea Liberland de către guvernul elvețian.[80]
- Spania: La 31 mai 2015, Partidul Libertarian Spaniol și-a exprimat sprijinul pentru crearea Liberlandului. [81]
- Turcia: Partidul Democrat Liberal (PLD) a recunoscut Liberlandul ca stat independent.[82]
- Canada: La 19 februarie 2018, Partidul Libertarian al Canadei și-a exprimat sprijinul pentru crearea și recunoașterea Liberland.[83]
- Statele Unite: În decembrie 2018, Partidul Libertarian al SUA și-a exprimat sprijinul pentru crearea și recunoașterea Liberland.[84][85]

### Declarații din partea altor micronațiuni
Câteva micronațiuni și-au exprimat susținerea pentru ideea Liberlandului.
- Regatul Sudanului de Nord, care pretinde zona Bir Tawil de la granița dintre Egipt și Sudan, a recunoscut Liberland.[86][87]
- Regatul Enclava, care pretinde o parte din buzunarul disputat la nord de Liberland, [88] a recunoscut Liberland.[87]
- Principatul Sealand și-a indicat sprijinul pentru Liberland.[89][90]

### Declarații ale organizațiilor
- La 16 aprilie 2017, Bitnation a anunțat un parteneriat cu Liberland.[91]

- La 20 aprilie 2017, Liberland a solicitat admiterea la UNPO. Cererea a fost prezentată oficial și apărată o lună mai târziu la Bruxelles, Belgia. În iunie 2017, o delegație din Liberland a fost invitată să respecte lucrările celei de-a 13-a Adunări generale în timpul căreia au fost aleși președintele și membrii președinției.[92]

## Sărbători legale
| Data         | Nume              | Numele local           | Comentarii                                      |
| ------------ | ----------------- | ---------------------- | ----------------------------------------------- |
| 1 ianuarie   | Anul Nou          | New Year               |                                                 |
| 13 aprilie   | Ziua statalității | National Liberland Day | Aniversarea înființării statului Liberland 2015 |
| 25 decembrie | Crăciunul Laic    | Christmas              | Sărbătoarea Crăciunului secular/laic            |

## Vezi de asemenea
- Liberalismul Clasic
- Libertarianism
- Statul paznic-de-noapte
- Politica Croației
- Ladonia